# Daphnier
Daphnier (Daphnia) är ett släkte bland kräftdjuren (Crustacea), som räknas till ordningen Cladocera (hinnkräftor). De 1–5 mm långa djuren kallas ofta vattenloppor (vilket även kan beteckna andra små kräftdjur), är mycket vanliga i alla sötvattensmiljöer där de simmar med ryckiga rörelser och är lätta att odla.

## Anatomi
Daphnier är mellan 0,25 och 6 millimeter stora, och de kan beskrivas som en typ av djurplankton. Forskning av detta djursläkte har förekommit sedan 1700-talet, och släktets ekologi kan vara bättre känt än någon annan grupp av organismer.
Daphniernas kropp (förutom huvudet med sina starka simantenner) är innesluten i ett tvådelat skal (carapax) av kitin och med dubbla väggar. Skalhalvorna sitter ihop i ryggen och bildar en köl som slutar med en tagg i bakändan. Skalet bildas från ett hudveck. Någon segmentindelning av kroppen är inte synlig.

### Ögon
På huvudet är det stora komplexögat påfallande. Det är rörligt med hjälp av sex muskler och bildas under utvecklingen från två delar. Ett annat, mindre öga, det så kallade naupliusögat, är litet och inget komplexöga. Båda ögonen förbindes genom synnerver med cerebralgangliet, daphniens "hjärna".

### Antenner och "ben"
Det andra antennparet är ombildat till stora och iögonfallande simorgan. De består av en grundled och två grenar med borst, som vid simning breder ut sig solfjäderformigt. Sådana Y-formade extremiteter kallas klyvfotartade. I de båda antennernas grundled fäster kraftiga muskler som möjliggör rörelserna. Det första antennparet är mycket mindre. Det sitter ovanför munöppningen och har i änden sinneshår, som fungerar som kemoreceptorer. Hos hanen är dessa antenner större än hos honan och har ytterligare borst, som troligen uppfattar mekanisk retning. Dafnier har kraftiga mandibler (käkar). Dessa är kilformiga och lätt tandade på insidan.
Fem benpar finns innanför skalet. Även dessa är klyvfötter. De har mjuk hud och hålls utspända av djurets blodtryck (turgorextremiteter). De är försedda med borst längs kanten och har alla ett säckformigt bihang som fungerar som en gäle. Dafnierna andas emellertid även genom turgorextremiteternas yta och genom hela kroppsytan. Benen används inte för förflyttning; denna uppgift har antennerna övertagit. Benpar nummer 3 och 4 används för näringsupptag. Genom snabba och rytmiska slag med benen bildas en ström av vatten innanför skalet. Benens borst fungerar som ett filter och fångar upp näringspartiklar som finns i vattnet. Dessa förs sedan genom en kanal mellan benen till munnen och tas in.

### Inre cirkulation
Redan i mikroskop med låg förstoring ses blodkroppar som strömmar i blodkärlen, där blodet pumpas runt av ett enkelt hjärta. Eftersom djuret är genomskinligt är det lätt att räkna hjärtslagen, som är cirka 200 per minut i 20-gradigt vatten, långsammare i kallare vatten. Man kan studera effekten av koffein, nikotin eller adrenalin, som alla höjer hjärtfrekvensen, eller alkohol som påverkar nervsystemet.
Bakre delen av djuret (abdomen eller pleon) är lätt böjd. Här finns analöppningen och ett par inåtböjda klor.

## Ekologi
Daphnierna lever i olika sötvattensmiljöer, allt från sura myrmarker till sjöar, dammar, strömmar och floder. Några få arter lever i saltvatten, och de har hittats till och med i saltsjöar som Makgadikgadi i Afrika. 
Daphnier är vanligtvis filtrerare. De lever huvudsakligen på encelliga alger och organisk detritus som innehåller protister och bakterier, men de kan ibland förtära små kräftdjur eller hjuldjur. De samlar föda inte bara från vattnet (se ovan), utan även från sjöbotten (särskilt under vintern). I laboratoriet kan daphnier lätt odlas på en diet av jäst. 
Daphnierna livslängd överstiger inte ett år och är starkt temperaturberoende. Vissa individer kan exempelvis leva 108 dagar vid 3º C, andra lever bara 29 dagar vid 28º C. Ett undantag är vintern; man har funnit honor som lever över sex månader då. De växer långsammare men blir större än under normala förhållanden. Vid vissa årstider kan massförekomster av daphnier uppträda. 

## Fortplantning

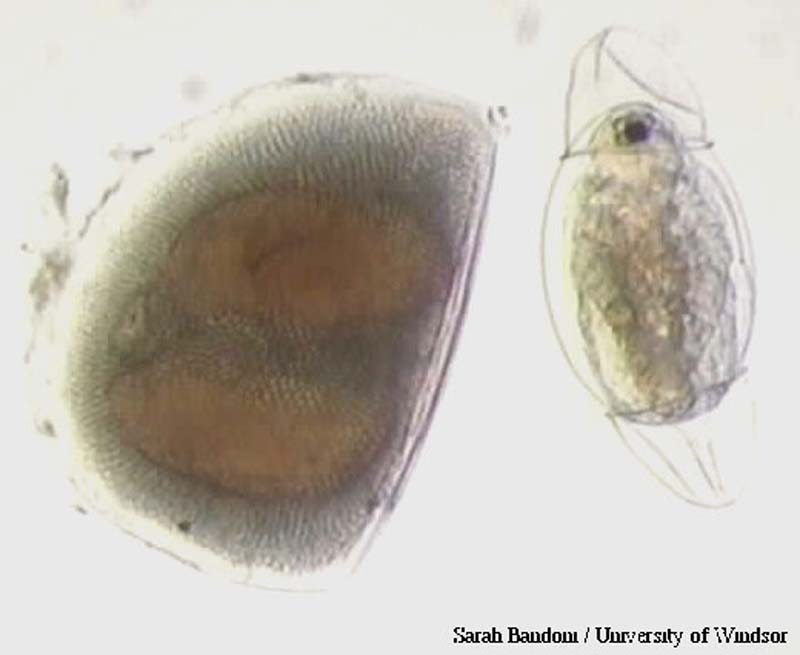
Dafnielarv som just kläckts ur sitt ephippium.

Daphnier fortplantar sig mest könlöst (partenogenetiskt) från våren till slutet av sommaren; därför är 98 procent av daphnierna honor. En eller flera nykläckta individer lever en tid i en yngelkammare innanför moderns skal. Därefter lämnar de modern och ömsar hud flera gånger innan de är vuxna efter cirka två veckor. De är kopior av de vuxna, och inga egentliga larvstadier finns. Honor kan under gynnsamma förhållanden få en kull var tionde dag. 
Hanar är mindre än honorna. De större antennuler, en modifierad bakkropp och ett första benpar som är försedd med en krok.
Om miljön som de lever i försämras (torka, kyla, kortare dagar, näringsbrist, giftiga ämnen), kläcks även hanar och sexuell fortplantning sker. Även då utgör hanarna dock betydligt mindre än hälften av populationen. De är mycket mindre än honan och har ett speciellt utskott på bakkroppen som används vid parningen. Hanen griper honan bakifrån, öppnar hennes carapax och för in sperma som befruktar äggen.
Dessa ägg, som kallas vinterägg eller latensägg, omges av ett hölje (ephippium) som är motståndskraftigt mot värme, kyla och torka. De kan överleva upp till två års torka för att sedan kläckas då miljöbetingelserna blir bättre. I sediment är äggens hållbarhet ännu större; ur 40 år gamla sediment från Bodensjön kunde man vid laboratorieförsök fortfarande kläcka fram daphnier. Denna förmåga ger daphnierna möjlighet att snabbt återkolonisera uttorkade vattensamlingar.
Skiftet till sexuell fortplantning vid ogynnsamma förhållanden ger större genetisk variation hos avkomman genom  rekombination, vilket kan vara värdefullt vid varierande och oförutsägbar miljö (lotterimodellen).

## Mänsklig användning

### Forskning
Dafnier lever i sjöar och dammar, och de reagerar känsligt på skadliga ämnen i vattnet, bland annat med nedsatt rörelseförmåga. Genom att mäta daphniernas rörelseförmåga kan man uppskatta halten av gifter i vattnet (ekotoxikologi). En kalibrerad sådan undersökning kallas ett dafnietest. Bland annat kan ett LC50-värde bestämmas med hjälp av organismen.
Vissa arter av dafnier används som modellorganismer i biologisk forskning. I detta sammanhang har hela genomet från några arter (D. pulex, D. magna) sekvenserats. Det innehåller 31 000 gener.

### Akvaristik
Daphnier används ofta som foder till akvariefiskar och groddjur, och där används oftast arten Daphnia magna och mindre ofta Daphnia longispina, Daphnia cucullata och Daphnia bosmina. De säljs som levande foder i akvarieaffärer och finns även djupfrysta och frystorkade. De innehåller bland annat värdefulla kostfibrer och kan ofta utlösa lekbeteende hos fiskarna.
Odling av daphnier har förekommit sedan slutet av 1800-talet.

## Systematik
Daphnia är ett stort släkte med minst ett hundratal arter och hör till familjen Daphniidae i ordningen Cladocera (hinnkräftor), som hör till klassen Branchiopoda (bladfotingar) bland kräftdjuren. Tre av arterna förekommer i europeiska vatten.
Släktet har delats upp i flera undersläkten, men detta är kontroversiellt och inte klarlagt. Förståelsen av artgränserna försvåras av fenotypisk plasticitet, hybridisering, inblandning av införda arter och bristfälliga artbeskrivningar.

## Galleri

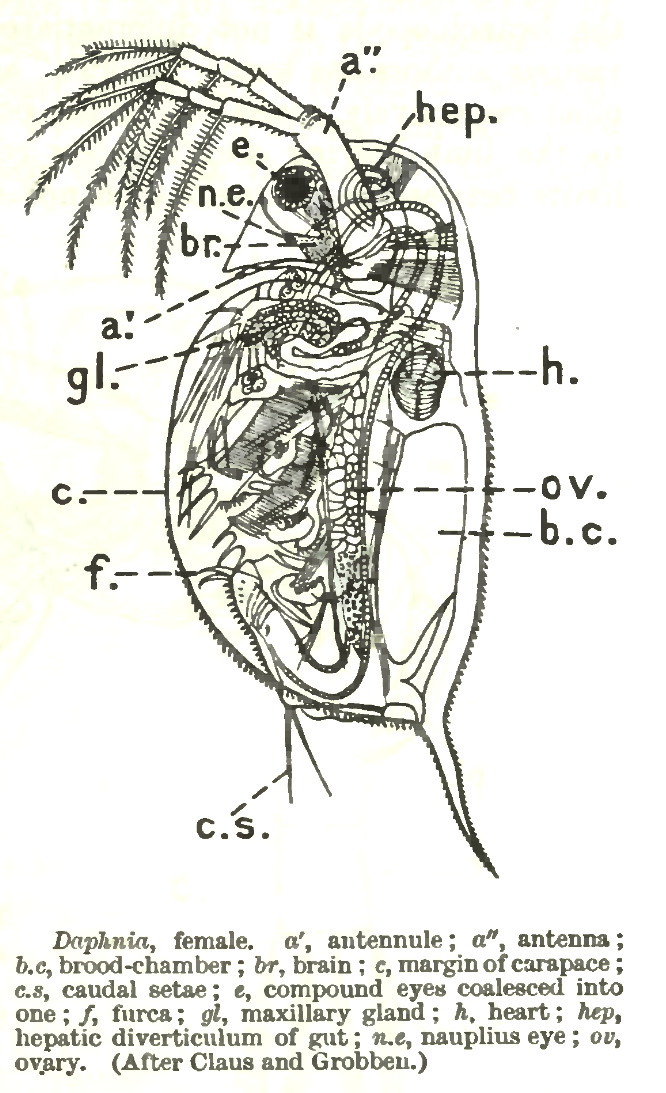
Daphniens anatomi.
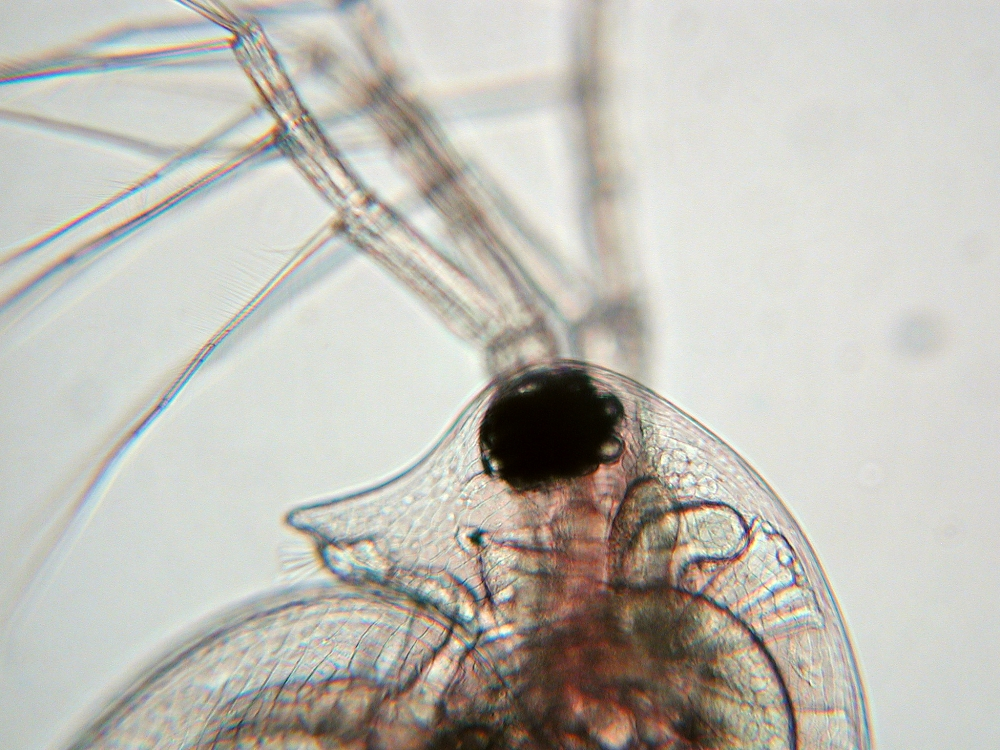
Daphnia-huvud.
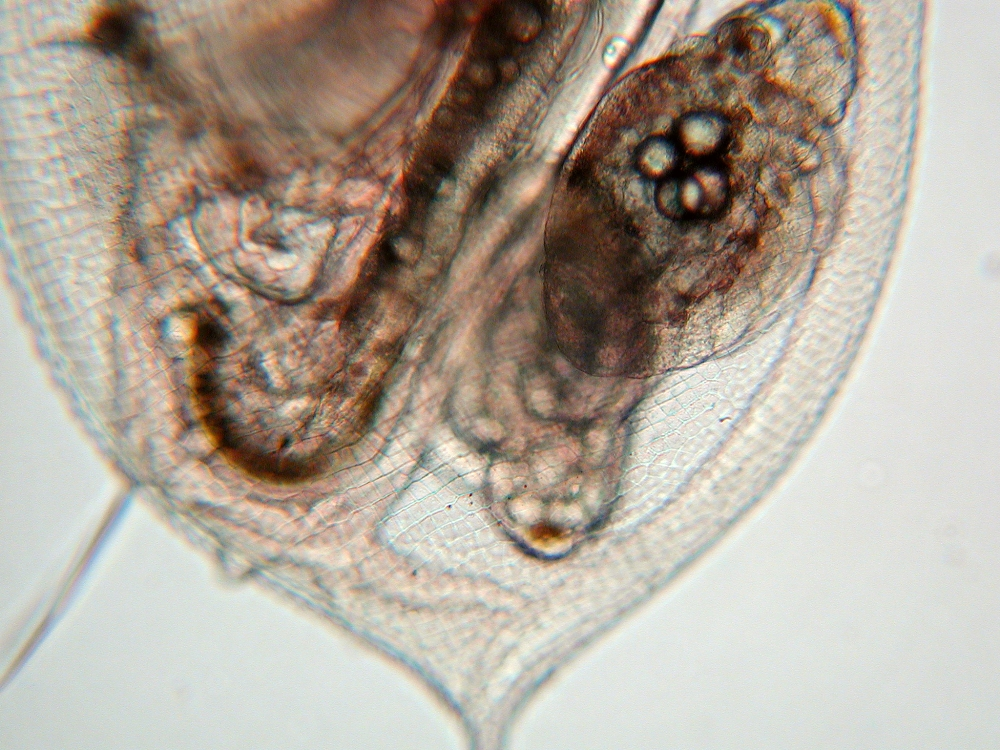
Daphnia-abdomen.